# Mustapha Yatabaré
Mustapha Yatabaré (Beauvais, Francia, 26 de enero de 1986) es un futbolista maliense que jugaba como delantero. Desde febrero de 2025 es entrenador asistente del Gençlerbirliği S. K. de Turquía.

## Clubes
| Club                          | País    | Año       |
| ----------------------------- | ------- | --------- |
| Villemomble Sports            | Francia | 2006-2008 |
| Clermont Foot                 | Francia | 2008-2010 |
| U. S. Boulogne                | Francia | 2010-2011 |
| E. A. Guingamp                | Francia | 2011-2014 |
| Trabzonspor                   | Turquía | 2014-2016 |
| Montpellier H. S. C. (cesión) | Francia | 2015-2016 |
| Kardemir Karabükspor          | Turquía | 2016-2017 |
| Konyaspor                     | Turquía | 2018-2019 |
| Sivasspor                     | Turquía | 2019-2023 |
| Gençlerbirliği S. K.          | Turquía | 2023-2025 |

## Palmarés

### Títulos nacionales
| Título          | Club           | País    | Año  |
| --------------- | -------------- | ------- | ---- |
| Copa de Francia | E. A. Guingamp | Francia | 2014 |
| Copa de Turquía | Sivasspor      | Turquía | 2022 |

## Vida personal
Su hermano menor Sambou Yatabaré es también futbolista, siendo también internacional con la selección de fútbol de Malí.